# Kręcz szyi
Kręcz szyi, kręcz karku (łac. torticollis, caput obstipum) – skutek pierwotnych lub wtórnych zmian w obrębie mięśni szyi lub kręgosłupa szyjnego powodujących przymusowe przechylenie głowy i szyi w stronę barku z ewentualnym skręceniem w stronę przeciwną.

## Postacie

### Kręcz szyi wrodzony (torticollis congenitus)

#### Kręcz szyi wrodzony pochodzenia mięśniowego (torticollis congenitus myogenes)

##### Etiologia
Powodem tego typu kręczu jest skrócenie mięśnia mostkowo-obojczykowo-sutkowego w wyniku powstania w nim zmian bliznowatych i zwłóknień. Istnieje kilka teorii tłumaczących powstanie tych zmian:
- nieprawidłowy rozwój naczyń krwionośnych w obrębie mięśnia doprowadza do jego zwłóknienia
- zmiany są wynikiem niedokrwienia wywołanego wadliwym ułożeniem płodu stanowiąc odpowiednik przykurczu Volkmanna
- inne teorie wskazują również na małowodzie i dysproporcję matczyno-płodową jako pierwotną nieprawidłowość wyzwalającą kaskadę prowadzącą do powstania kręczu szyi.

##### Symptomatologia i rozpoznanie
Dziecko bez względu na pozycję utrzymuje przechylenie głowy w stronę skróconego mięśnia z jednoczesnym zwróceniem twarzy w stronę zdrową i jej uniesieniem ku górze. Jest to zniekształcenie bezbolesne.
Na odsłoniętej szyi można zauważyć napięcie obu mięśni mostkowo-obojczykowo-sutkowych. Napięcie mięśnia po stronie chorej jest wynikiem jego zwłóknienia, zaś po stronie zdrowej wynikiem próby korekty ułożenia głowy. Częściej mięsień jest silniej napięty po stronie zdrowej, dopiero przy biernej korekcji uwidacznia się większe napięcie po stronie skróconej. Najwyraźniej widać napięcie zwykle w dolnej części mięśnia w pobliżu jego przyczepów do mostka i obojczyka. U noworodków niekiedy stwierdza się guzowate zgrubienie w środkowej części skróconego mięśnia, zanikające w ciągu około 3 miesięcy (tzw. tumor neonatorum).
W przypadkach nieleczonych, w miarę wzrostu dziecka dochodzi do deformacji twarzy. Część po stronie chorej rośnie wolniej, ulegając skróceniu i poszerzeniu, zaś po stronie przeciwnej wydłużeniu i zwężeniu.
Dodatkowo zmianom podlega także układ kostny, kręgi stają się klinowate prowadząc do skoliozy w odcinku szyjnym, wykształca się nieprawidłowy zgryz.
Rozpoznanie opiera się na różnym napięciu mięśni mostokowo-obojczykowo-sutkowych przy skorygowanym ułożeniu głowy i ustabilizowanych barkach.

##### Leczenie
Leczenie nieoperacyjne wdraża się od pierwszych dni po urodzeniu. Polega ono na wykonywaniu biernych ćwiczeń hiperkorekcyjnych przy ustabilizowanych barkach. Mają one na celu rozciągnięcie skróconego mięśnia. Wskazane jest również takie ułożenie dziecka w łóżeczku, aby zwracając głowę w stronę przechodzących ludzi lub światła wykonywało rozciągające ćwiczenia czynne.
Aby uzyskać bierną korekcję stosuje się odpowiedni kołnierz ortopedyczny. Według niektórych autorów ćwiczenia należy stosować intensywnie do 12. miesiąca życia. Możliwe jest wówczas doprowadzenie do wyleczenia, lub zredukowania zniekształcenia do stopnia małego lub średniego. Istnieją jednak również tzw. "twarde" kręcze nie reagujące na leczenie nieoperacyjne. Leczenie nieoperacyjne stosuje się także jako przygotowanie do leczenia operacyjnego mające na celu ułatwienie zabiegu i poprawienie rokowania.
Leczenie operacyjne wrodzonego kręczu szyi pochodzenia mięśniowego stosuje się tuż przed ukończeniem pierwszego roku życia. Polega ono na przecięciu mięśnia mostkowo-obojczykowo-sutkowego w pobliżu wszystkich trzech przyczepów, a następnie ustawieniu głowy dziecka w hiperkorekcji zabezpieczonej opatrunkiem gipsowym na około 6 tygodni. Po zdjęciu opatrunku stosuje się kołnierz i ćwiczenia hiperkorekcyjne przez wiele miesięcy w celu zapobieżenia nawrotom. Rokowanie dobre.
W przypadku operacji przeprowadzonej w późniejszym terminie rokowanie pogarsza się ze względu na występowanie zniekształceń wtórnych.

#### Kręcz szyi wrodzony pochodzenia kostnego (torticollis congenitus osteogenes)

##### Etiologia
Przyczyną jest asymetryczne ukształtowanie kręgosłupa szyjnego, wywołane różnymi przyczynami, od wad pojedynczych kręgów takich jak kręg klinowy po mnogie zespoły wad, takie jak zespół Klippla-Feila.

##### Objawy i rozpoznanie
Jest to zniekształcenie bezbolesne, brak jest także asymetii w napięciu mięśni mostkowo-obojczykowo-sutkowych.
Rozpoznanie opiera się na serii zdjęć rentgenowskich w projekcjach: przednio-tylnej, bocznej, oraz przednio-tylnej celowanej na kręgi C1 i C2. Są one jednak trudne w interpretacji ze względu na niski poziom skostnienia kręgosłupa dziecka. Dodatkowo niekiedy wykonuje się MRI w celu zobrazowania ewentualnych wad układu nerwowego. Dodatkowymi badaniami są także czynnościowe radiogramy i MR mające zobrazować ewentualną niestabilność kręgosłupa.

##### Leczenie
Większość autorów uznaje, że leczenie korekcyjne jest nieskuteczne, choć niektórzy, twierdzą, że odpowiednio wcześnie rozpoczęte ćwiczenia bierne i czynne pozwalają zmniejszyć wadliwe ustawienie.
Obecnie stosuje się długotrwałe opatrunki korekcyjne lub aparaty w połączeniu z ćwiczeniami.
Leczenie operacyjne nie znalazło zastosowania ze względu na sąsiedztwo ośrodka oddechowego i krążeniowego w rdzeniu przedłużonym co wiąże się z bardzo dużym ryzykiem operacyjnym. W przypadku niestabilności kręgosłupa zagrażającej uciskiem na rdzeń przedłużony i rdzeń kręgowy stabilizacji dokonuje się wykonując spondylodezę tylną kręgosłupa, zazwyczaj potyliczno-szyjną.

#### Kręcz szyi ułożeniowy (torticollis habitualis)
Wynika z nawykowego nieprawidłowego ułożenia głowy bez zmian patologicznych w obrębie tkanek. W postaci wrodzonej jest to wynik wadliwego ułożenia płodu w łonie matki. W przypadku kręczu ułożeniowego zazwyczaj następuje samowyleczenie (w postaci wrodzonej po porodzie, w postaci wynikającej z wady wzroku lub słuchu po odpowiednim skorygowaniu tych wad).

### Kręcz szyi nabyty (torticollis acquisitius)
Stanowi wynik różnych zmian chorobowych, takich jak:
- urazowe uszkodzenie kręgosłupa w wyniku którego dochodzi do wadliwego ustawienia głowy
- jednostronne zmiany bliznowate tkanek miękkich
- zmiany zapalne, przykładowo w przebiegu gruźlicy
- choroby neurologiczne, takie jak gorączka Zachodniego Nilu
- choroby układowe, np. fibromialgia
- jednostronny niedowład lub porażenie wiotkie (kręcz powstaje po stronie przeciwnej do porażonej)
- kompensacja wady wzroku (torticollis ocularis) – zaliczany też do kręczu ułożeniowego
- kompensacja wady słuchu – zaliczany też do kręczu ułożeniowego.

#### Kręcz szyi spastyczny (torticollis spasticus[3],torticollis spasmodica[4]syn.torticollis neurogenes)
Stosunkowo rzadkie schorzenie neurologiczne pojawiające się około 30-50 roku życia i przebiegające z okresami remisji i nawrotów, zaliczane do dystonii ogniskowych.

##### Etiologia
- postać samoistna (najczęstsza, etiologia nieznana)
- polekowa, jako element ostrej dystonii
- jako jeden objawów dystonii uogólnionej
- w przebiegu choroby Wilsona
- w drżeniu samoistnym

##### Patogeneza
Patogeneza nie jest jasna. Obecnie, wbrew wcześniejszym poglądom wszystkie postaci kręczu spastycznego, bez względu na etiologię, uznaje się za schorzenie organiczne. Niektórzy autorzy wiążą te objawy ze zmianami w jądrach podkorowych.

##### Leczenie
Leczenie farmakologiczne zasadniczo uznaje się obecnie za nieskuteczne. Obecnie jako jedyną skuteczną metodę poleca się miejscowe iniekcje botuliny.

#### Kręcz szyi reumatyczny[2](torticollis rheumatica)
Dość częsta choroba o niepewnej etiologii. Jest to bolesny przykurcz mięśnia mostkowo-obojczykowo sutkowego wyzwolony zazwyczaj niewygodną pozycją podczas snu.
Przyczynę upatrywano w zmianach reumatycznych tkanek miękkich, nadwichnięciu stawu międzykręgowego C2-C3 lub w tzw. zablokowaniu segmentu ruchowego. W leczeniu stosuje się NLPZ, rokowanie pomyślne.

## Różnicowanie
Nieprawidłowe ułożenie głowy może wynikać również z następujących przyczyn:
- nowotwór rdzenia kręgowego, kręgosłupa lub struktur leżących w pobliżu (np. nerwiakowłókniakowatość)
- zapalenie węzłów chłonnych szyi
- ropień zagardłowy.